# Nadejda Souslova
Pour les articles homonymes, voir Souslova.
Nadejda Prokofievna Souslova (en russe : Надежда Прокофьевна Суслова), née le 1er septembre 1843 à Gorbatov (hameau de Panino) et morte le 20 avril 1918, à Alouchta (Crimée), est une sage-femme et médecin russe. Elle est la première femme russe ayant obtenu un diplôme de docteur en médecine, chirurgie et accouchement, en 1867 à l'université de Zurich.

## Biographie
Son père est serf du comte Cheremetiev, qu'il quitte pour devenir ensuite marchand et fabricant. Il décide de donner à ses filles Apollinaria et Nadejda une éducation « moderne » pour l'époque. Nadejda Souslova étudie d'abord les langues étrangères à Moscou. Elle lit beaucoup, notamment les œuvres de l'écrivain révolutionnaire Nikolaï Tchernychevski. En 1860, elle devient membre de l'organisation révolutionnaire « Terre et Liberté ». Elle est aussi fichée par les renseignements de la police comme membre de l'Association internationale des travailleurs. 

### Études de médecine
Ne pouvant, en tant que femme, s'inscrire comme étudiante de plein droit en Russie, elle suit des cours de médecine en auditrice libre. Seuls quelques professeurs, notamment Sergueï Botkine et Ivan Setchenov, autorisent une poignée d'étudiantes à suivre les cours de la faculté de médecine en tant qu'auditeurs libres. Nadejada Souslova figure parmi ces rares étudiantes. Elle s'intéresse particulièrement à la physiologie, et, dès 1862, publie un article intitulé « Modification des sensations de la peau sous l'influence de la stimulation électrique ». Elle s'inscrit à l'université de Zurich en 1864.

### Retour à Saint-Pétersbourg

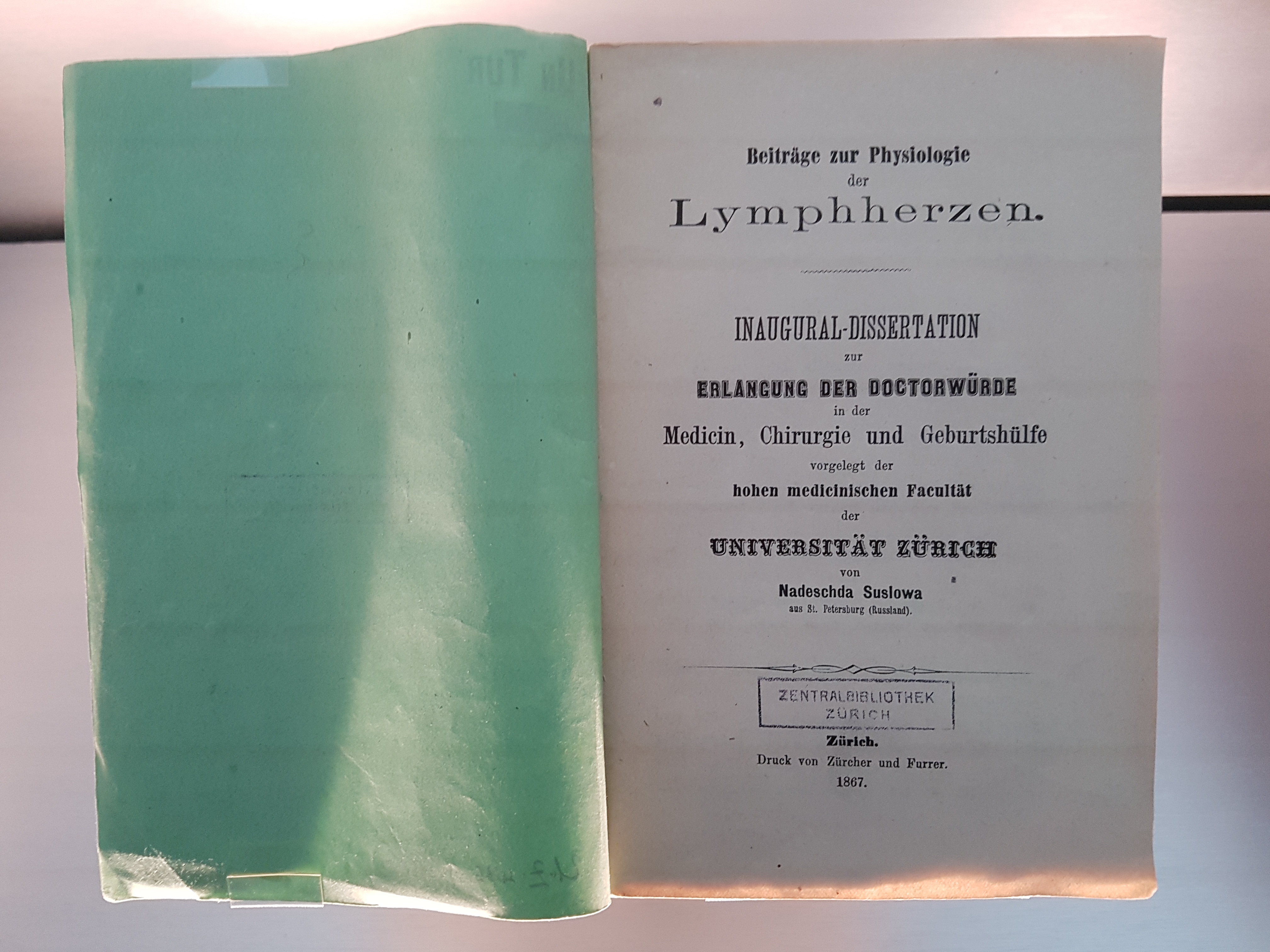
Thèse de Nadejda Souslova (1867).

En 1867, elle étudie ensuite à l'université de Graz (Autriche). Elle se marie avec un médecin suisse, Friedrich Erisman, avant que le couple ne rentre à Saint-Pétersbourg. Pour présenter une thèse de doctorat en Russie en  1868, ses travaux intitulés « Physiologie de la lymphe » étant menés sous la tutelle d'Ivan Setchenov, elle doit cependant obtenir du Sénat universitaire une autorisation jamais accordée jusqu'alors. Les débats sont embarrassés mais on ne peut invoquer contre elle l'infériorité de son sexe devant son évidente compétence, ni la pudeur puisqu'elle est déjà sage-femme. Estimant que, puisqu'elle quitterait le pays pour la Suisse, son cas ne ferait pas école, les autorités cèdent mais elles créent ainsi un précédent.
Elle obtient finalement les reconnaissances de ses diplômes et défend à nouveau sa thèse pour être accréditée comme médecin en Russie. Elle poursuit ses travaux sur la lymphe et analyse par ailleurs les travaux sur l'éducation des enfants nouveau-nés de la médecin russe Marie de Manacéïne, pionnière de l'étude du sommeil.  
En 1870, elle s'installe à Nijni Novgorod. Elle divorce de F. Ersiman, et épouse le médecin russe A. E. Goloubev.
À la fin de sa vie elle s'installe en Crimée à Alouchta, où elle décède en 1918.

## Appréciation
Fiodor Dostoïevski, dans son Journal d'un écrivain de l'année 1876, exprime le profond respect que lui inspire cette femme russe : « Avec courage, elle a déclaré son souhait de participer aux efforts de la société et s'est lancée avec désintéressement et abnégation... Elle a montré le sérieux de sa soif d'enseignement supérieur, sa patience et a donné un exemple du plus grand courage ».